# Yasuhiko Niimura
Yasuhiko Niimura (新村 泰彦, Niimura Yasuhiko) est un footballeur japonais né le 11 mai 1970 dans la préfecture de Shizuoka au Japon.